# J. 트레버 에드먼드
J. 트레버 에드먼드(J. Trevor Edmond, 1969년 9월 28일 ~ )는 미국의 배우이다.
엔시노에서 태어났다.

## 출연 작품
- 귀네비어 (1999년)
- 하이어런닝 (1995년)
- 로드 오브 일루션 (1995년)
- 펌프킨헤드 2 (1994년)
- 바탈리언 3 (1993년) - 커트 레이놀즈 역
- 미트볼 4 (1992년)
- 미혼모 (1988년)

### 텔레비전
- 비버리힐즈의 아이들 (1990년)
- 에이리언 네이션 - TV 시리즈 (1989, Alien Nation)